# Estació de Riba-roja de Túria
Riba-roja de Túria és una estació de la línia 9 de Metrovalencia de Riba-roja de Túria. Se situa pararela al carrer projecte N21 mentre que l'antiga estació de Renfe està en la intersecció dels carrers de Salvador Bigorra i la del Crist dels Afligits.
L'estació antiga va ser estació de la primitiva línia C-4 de Rodalies València des de 1889, data en la qual es va inaugurar la línia, fins a l'1 de gener de 1985 quan va passar a ser estació terminal de la línia C-4 per a viatgers i de pas per a mercaderies fins a l'aixecament de les vies pel costat Llíria. Entre els anys 2005-2015 no va disposar de cap servei, ja que s'estava modificant la via fèrria, la qual era d'ample ibèric, per convertir-la en una xarxa de metro.

## Ferrocarrils de la Generalitat Valenciana
Ferrocarrils de la Generalitat Valenciana va posar en funcionament la línia de Metrovalencia el 6 de març de 2015, la qual arriba fins a la localitat de Riba-roja de Túria aprofitant la traça de l'antiga línia de rodalies de Renfe de València-Riba-roja de Túria.
| Procedència/Destinació | <              | Línia | >               | Procedència/Destinació |
| ---------------------- | -------------- | ----- | --------------- | ---------------------- |
| Riba-roja              | fi de trajecte |       | Masia de Traver | Alboraia Peris Aragó   |

## En l'època de Rodalies de Renfe

### Distribució de les vies

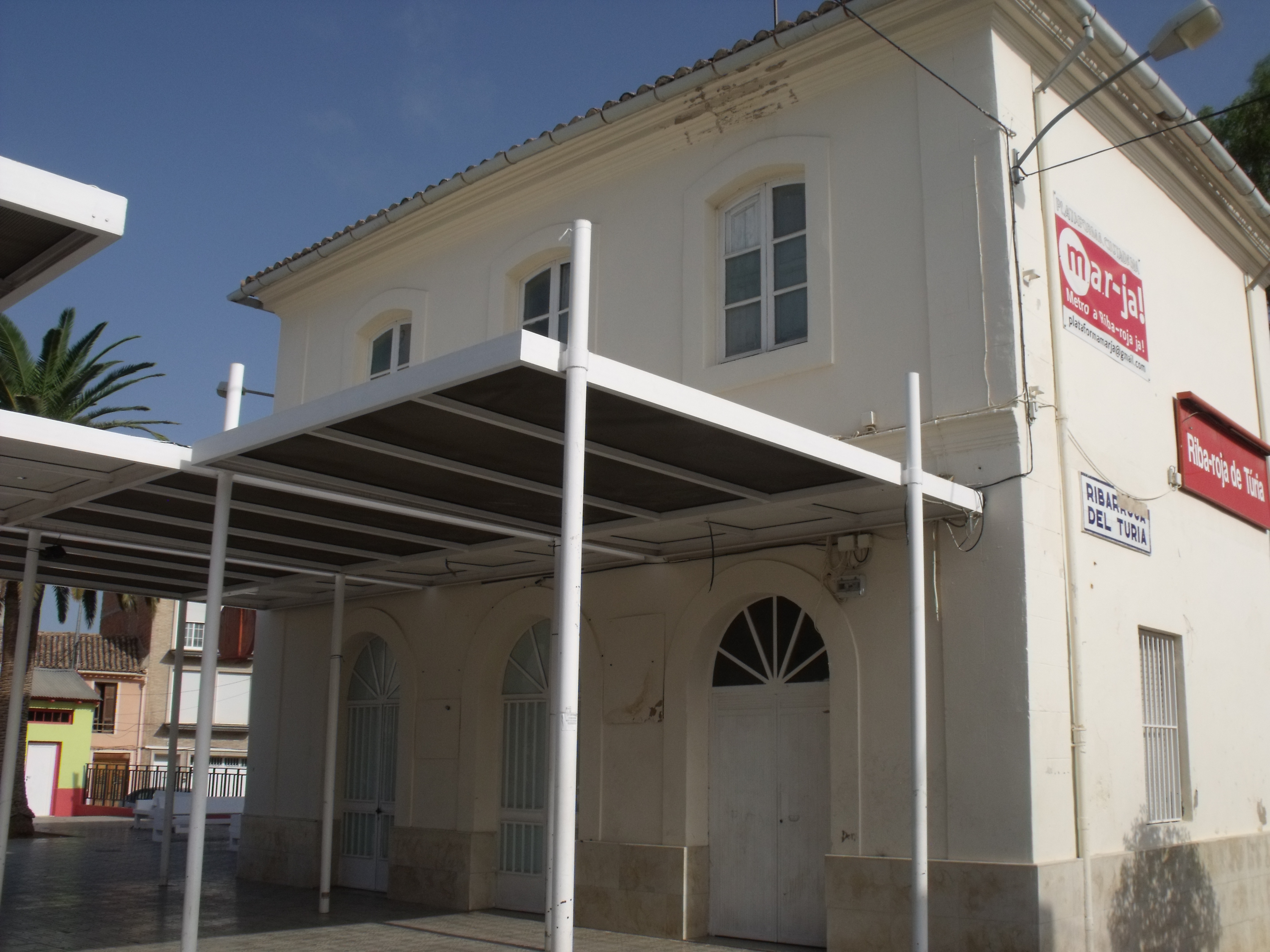
Antiga estació de Renfe.

| Via | Trens i destinacions                                     |
| --- | -------------------------------------------------------- |
| 1   | València-Nord (Desmantellada 2005) Llíria(Desmantellada) |
| 2   | València-Nord (Desmantellada 2005) Llíria(Desmantellada) |

### Línies i connexions
| Període   | origen/destinació | < estació       | línia           | estació >   | origen/destinació |
| --------- | ----------------- | --------------- | --------------- | ----------- | ----------------- |
| 1889-1984 | València-Nord     | Masia de Traver | València-Llíria | Vilamarxant | Llíria            |
| 1985-2005 | València-Nord     | Masia de Traver |                 | terminal    | terminal          |